# Гагар'є (Юргамиський район)
Гага́р'є (рос. Гагарье) — село у складі Юргамиського району Курганської області, Росія.
Населення — 517 осіб (2010, 709 у 2002).